# Entropia lliure
En termodinàmica, l'entropia lliure és un potencial termodinàmic entròpic anàleg a l'energia lliure. També es coneix com a potencial de Massieu, de Planck o de Massieu-Planck. En mecànica estadística, les entropies lliures solen aparèixer com el logaritme d'una funció de partició. D'altra banda, en matemàtiques, l'entropia lliure és una generalització de l'entropia definida sota el concepte de probabilitat lliure.
L'entropia lliure es genera a partir d'una transformada de Legendre de l'entropia. Els diferents potencials corresponen a les diferents restriccions a les quals es pot sotmetre el sistema.

## Exemples
Els exemples més comuns en són:
| Nom                                                 | Funció                                                                                        | Funció alt.                      | Variables naturals                                             |
| Entropia                                            | {\displaystyle S={\frac {1}{T}}U+{\frac {P}{T}}V-\sum _{i=1}^{s}{\frac {\mu _{i}}{T}}N_{i}\,} |                                  | {\displaystyle ~~~~~U,V,\{N_{i}\}\,}                           |
| Potencial de Massieu \ Entropia lliure de Helmholtz | {\displaystyle \Phi =S-{\frac {1}{T}}U}                                                       | {\displaystyle =-{\frac {A}{T}}} | {\displaystyle ~~~~~{\frac {1}{T}},V,\{N_{i}\}\,}              |
| Potencial de Planck \ Entropia lliure de Gibbs      | {\displaystyle \Xi =\Phi -{\frac {P}{T}}V}                                                    | {\displaystyle =-{\frac {G}{T}}} | {\displaystyle ~~~~~{\frac {1}{T}},{\frac {P}{T}},\{N_{i}\}\,} |

On:
| {\displaystyle S} és l'entropia {\displaystyle \Phi } és el potencial de Massieu {\displaystyle \Xi } és el potencial de Planck {\displaystyle U} és l'energia interna | {\displaystyle T} és la temperatura {\displaystyle P} és la pressió {\displaystyle V} és el volum {\displaystyle A} és l'energia lliure de Helmholtz | {\displaystyle G} és l'energia lliure de Gibbs {\displaystyle N_{i}} és el nombre de partícules (o nombre de mols) que componen el component químic i {\displaystyle \mu _{i}} és el potencial químic del component químic i {\displaystyle s} és el nombre total de components {\displaystyle i} és el component número i |

La notació estàndard per un potencial entròpic és {\displaystyle \psi } (cal notar que Gibbs també usava {\displaystyle \psi } per a denotar l'energia lliure).

## Dependència dels potencials de les variables naturals

### Entropia
{\displaystyle S=S(U,V,\{N_{i}\})}
Per la definició de diferencial total,
{\displaystyle dS={\frac {\partial S}{\partial U}}dU+{\frac {\partial S}{\partial V}}dV+\sum _{i=1}^{s}{\frac {\partial S}{\partial N_{i}}}dN_{i}}.
De les equacions d'estat,
{\displaystyle dS={\frac {1}{T}}dU+{\frac {P}{T}}dV+\sum _{i=1}^{s}(-{\frac {\mu _{i}}{T}})dN_{i}}.
Els diferencials en totes les equacions anteriors són de variables extensives, per la qual cosa es poden integrar per donar:
{\displaystyle S={\frac {U}{T}}+{\frac {pV}{T}}+\sum _{i=1}^{s}(-{\frac {\mu _{i}N}{T}})}.

### Potencial de Massieu / entropia lliure de Helmholtz
{\displaystyle \Phi =S-{\frac {U}{T}}}
{\displaystyle \Phi ={\frac {U}{T}}+{\frac {PV}{T}}+\sum _{i=1}^{s}(-{\frac {\mu _{i}N}{T}})-{\frac {U}{T}}}
{\displaystyle \Phi ={\frac {PV}{T}}+\sum _{i=1}^{s}(-{\frac {\mu _{i}N}{T}})}
Començant en la definició de {\displaystyle \Phi } i prenent el diferencial total, s'obté mitjançant una transformada de Legendre (i regla de la cadena):
{\displaystyle d\Phi =dS-{\frac {1}{T}}dU-Ud{\frac {1}{T}}},
{\displaystyle d\Phi ={\frac {1}{T}}dU+{\frac {P}{T}}dV+\sum _{i=1}^{s}(-{\frac {\mu _{i}}{T}})dN_{i}-{\frac {1}{T}}dU-Ud{\frac {1}{T}}},
{\displaystyle d\Phi =-Ud{\frac {1}{T}}+{\frac {P}{T}}dV+\sum _{i=1}^{s}(-{\frac {\mu _{i}}{T}})dN_{i}}.
Els diferencials anteriors no són tots de variables extensives, així que l'equació no es pot integrar directament. De {\displaystyle d\Phi } es pot veure que:
{\displaystyle \Phi =\Phi ({\frac {1}{T}},V,\{N_{i}\})}
Si no es desitgen variables recíproques::222
{\displaystyle d\Phi =dS-{\frac {TdU-UdT}{T^{2}}}},
{\displaystyle d\Phi =dS-{\frac {1}{T}}dU+{\frac {U}{T^{2}}}dT},
{\displaystyle d\Phi ={\frac {1}{T}}dU+{\frac {P}{T}}dV+\sum _{i=1}^{s}(-{\frac {\mu _{i}}{T}})dN_{i}-{\frac {1}{T}}dU+{\frac {U}{T^{2}}}dT},
{\displaystyle d\Phi ={\frac {U}{T^{2}}}dT+{\frac {P}{T}}dV+\sum _{i=1}^{s}(-{\frac {\mu _{i}}{T}})dN_{i}},
{\displaystyle \Phi =\Phi (T,V,\{N_{i}\})}.

### Potencial de Planck / entropia lliure de Gibbs
{\displaystyle \Xi =\Phi -{\frac {PV}{T}}}
{\displaystyle \Xi ={\frac {PV}{T}}+\sum _{i=1}^{s}(-{\frac {\mu _{i}N}{T}})-{\frac {PV}{T}}}
{\displaystyle \Xi =\sum _{i=1}^{s}(-{\frac {\mu _{i}N}{T}})}
Començant en la definició de {\displaystyle \Xi } i prenent el diferencial total, s'obté mitjançant una transformada de Legendre (i regla de la cadena):
{\displaystyle d\Xi =d\Phi -{\frac {P}{T}}dV-Vd{\frac {P}{T}}}
{\displaystyle d\Xi =-Ud{\frac {1}{T}}+{\frac {P}{T}}dV+\sum _{i=1}^{s}(-{\frac {\mu _{i}}{T}})dN_{i}-{\frac {P}{T}}dV-Vd{\frac {P}{T}}}
{\displaystyle d\Xi =-Ud{\frac {1}{T}}-Vd{\frac {P}{T}}+\sum _{i=1}^{s}(-{\frac {\mu _{i}}{T}})dN_{i}}.
Els diferencials anteriors no són tots de variables extensives, així que l'equació no es pot integrar directament. De {\displaystyle d\Xi } es pot veure que:
{\displaystyle \Xi =\Xi ({\frac {1}{T}},{\frac {P}{T}},\{N_{i}\})}.
Si no es desitgen variables recíproques::222
{\displaystyle d\Xi =d\Phi -{\frac {T(PdV+VdP)-PVdT}{T^{2}}}},
{\displaystyle d\Xi =d\Phi -{\frac {P}{T}}dV-{\frac {V}{T}}dP+{\frac {PV}{T^{2}}}dT},
{\displaystyle d\Xi ={\frac {U}{T^{2}}}dT+{\frac {P}{T}}dV+\sum _{i=1}^{s}(-{\frac {\mu _{i}}{T}})dN_{i}-{\frac {P}{T}}dV-{\frac {V}{T}}dP+{\frac {PV}{T^{2}}}dT},
{\displaystyle d\Xi ={\frac {U+PV}{T^{2}}}dT-{\frac {V}{T}}dP+\sum _{i=1}^{s}(-{\frac {\mu _{i}}{T}})dN_{i}},
{\displaystyle \Xi =\Xi (T,P,\{N_{i}\})}.